# 동우필름
사)한국영화촬영감독(K.S.C.) 회원, 한서대학교 영화영상학과, 사)한국영상제작기술학회 고문, 동우필름 대표 김 영철(1966)
"착한아이(MIN)" 2023 정수진감독, 심수아PD, 촬영감독(K.S.C.)
22 "38년생 김 한옥"(2023) 국제영화제 다수 수상, 촬영감독(K.S.C.)
"그날의 애국가" 518 기념영상(2022, KBS, 518기념재단),
21 "나의 너에게" 장애이해 드라마(2021, KBS, 삼성화재)
"MORDER CALLING" 김 묘욱 감독 2019
20 "WOORI(US)"-우리. 채승훈 감독, 동우필름, 모인그룹 제작,모인그룹,동우필름 배급 Comming soon 2019
19 "혼, 공포의 시작"
18 "마지막 휴가" 2018 노 거경 감독, 제작 거경필름, 공동제작 동우필름,
"봄이여 어서 오라" 송 홍종 감독, 공동제작 동우필름
"새벽3시, 르네상스" 김 묘욱 감독, 2018 칸느국제영화제 초청, SHOT FILM
360 VR 안티고네 2018 허 대겸 감독, SHOT FILM
17 오아시스 세탁소 권중목감독, 공동제작 동우필름 2017
360 VR "9 days" 권양헌 감독, KOFIC 2017, SHOT FILM
360 VR "부고" 윤 진 감독 KOFIC 2016 시체스, 부산, 웹패스트 등 초청, SHOT FILM
S3D "시선" 전쟁기념과, KOFIC, SHOT FILM
S3D "무도의 길" 박 찬수 감독 태권도 원, KOFIC , SHOT FILM
S3D_"K-TIGERS" 2013 RAPA 파일럿, 본편 제작 지원작 (감독 박 찬수, 촬영감독), SHOT FILM
S3D "MIRROR" 채 승훈감독, 기획/제작 동우필름, 제1회 고양 one take 영화제 수상, SHOT FILM
S3D 클레이애니메이션 "로보라모스" 감독 정원구, 기획/제작 동우필름2012 KOFIC 첨단기술지원작, SHOT FILM  2012 3D 한국국제영화제(3D KIFF) 본선진출, 가을 컨퍼런스, 제작백서 발간 예정
2012 제2회 대한민국 3D 콘텐츠 공모전 본선진출
"대한철강" 2012 벤쿠버영화제(VIFF) 용호상 부문초청, SHOT FILM
"소크라테스의 유언" HD, 2012 제3회 서울국제영화제 금상수상, 세계유니카영화제 한국대표로 출전 !!!
2012년 6월  5회 서울 서울세계단편영화제 "소크라테스의 유언" 금상, 시나리오상 수상   11월18회 리히텐슈타인 Videograndprix 국제영화제 대상, goldener Spaten 상
이태리 콘코르토 국제영화제 감독초청전 2013년 4월 영국 BIAFF 국제영화제 4STARS상    6월 아르메니아 NOFI 국제영화제 Best Historical Film 상
6월 오스트리아 41회 Festival of National 국제영화제 은상 수상
10월 에스토니아 11회 탈린 국제영화제 대상, 1st prize 상  
러시아 55회 백야국제영화제 감독초청전
7회 Nevsky Blagovest 국제기독교영화제 개막식 상영
S3D "진짜동물영웅" 2012 전파진흥원 파일럿 제작지원작 10Bit 4:2:2, P2 HD, 2012
"이른 봄,경주" (박 인경감독, SUPER 16mm 30min, 체코 ) 2012 전국국제영화제 초청상영, 제3회 인디필름데이(20120915) 초청
"내 이름은 복수" (이 한아감독, 단편, P2HD 2010.03.01, 06-07) 
S3D "거울(Mirror)" 기획/제작 동우필름, 제1회 고양 One Take 영화제 감독상, 촬영상 수상, AG-AF100, Dongwoofilms 2011 제2회 대한민국 3D 콘텐츠 공모전 본선진출 2012
"늑대와 여우"  송 홍종 감독, 공동제작 동우필름제1회 고양 One Take 영화제 본선진출, AG-AF100, Dongwoofilms 2011
"실명" 옴니버스 장편 이장호감독편 201108 XDCAM F3 부산국제영화제 공식초청 상영    
"나만 바보죠" MV AG-AF100, Dongwoofilms 2011
S3D "미니미니 쿵" 파일럿 촬영(동우POVCAM 3D) AVCHD, 20100809-11 광주3D국제영화제 경쟁
"마리와 레떼" 전북 마스터즈 독립 단편영화, P2HD, 20100715-22  
MV "뮤직 겔러리" (고 형주감독 홍대 인디 밴드 20100426-27 촬영, P2HD)
말할 수 없는 비밀(왕 뢰감독, 제작, 단편, P2HD 2010.04)
소원을 말해 봐(박 범수감독, P2HD, 60min, 2010) 
Goodby My Smile(김 주환감독, 공동제작, 독립장편, P2HD, 100min, 2010)  
16 S3D "마블링" (안 철호감독, 무비포지제작, 동우필름 공동제공) 2014년             
15 "바람(WISH)" (이 성한감독, 제작 필름더데이, HD 2009.07,1Mon's)    2009년 부산국제영화제 비젼 부분 초청      
박쥐(각본,연출 박준규(용인대), 단편, 제작지원    2009)   
I am a steward (박용집감독, 30min, HD 2009.02)          2009 제5회 대한민국대학영화제 특별초청작   
14 무법자 김철한감독 에꼴드쎄나 2008.6.20-9.30                    
13 대한이 민국씨 최진원/퍼니필름, 공동제작 동우필름, 2007.2.20-2007.5.23           2008. 2.14 개봉
12 스페어 /이성한/FILMTHEDAYS  2006.10-12(2Mon's)        2008년 8월 28일 개봉 IN 12th PUSAN International Film Festival KOREAN CINEMA TODAY PANORAMA 선정!!                                                      
11 1번가의 기적 / 윤제균/ 두사부필름 2007  
10 짝패/ 류 승완/ 외유내강/ 2005.10월-2006.1월 촬영    제 7회 부산 영평상 촬영상 수상,  
제 44회 대종상영화제 촬영상, 감독상, 조연상, 편집상 후보  
제 8회 대한민국 영상대전 수상
9 누구나  비빌은 있다 / 장 현수 / 태원엔터테인먼트/2004 동경국제영화제 특별초청 상영 2004.11.27 일본 개봉
8 가능한변화들/ 민 병국  제작 무비넷, 공동제작 동우필름,  2003 제5회 전주 국제 영화제 개막작,                                                                 2004  동경국제영화제 아시아의 바람부문 초청상영, 최고아시아영화상 수상
7 마들렌 / 박 광춘/ 프리씨네마 2002
6 오버더레인보우 / 안 진우/ 강제규필름 2001
5 파이란/송 해성/ 튜브엔터테인먼트   2000 제38회 대종상영화제 개막작/ 감독상
제4회 도빌아시아영화제 최우수작품상/ 감독상/ 관객상,  제22회 청룡상영화제 감독상 
4 단적비연수 / 박 제현 / 강제규필름   1999
3 질주 / 이 상인 /  한울씨네        1998 
2 정사 / 이 재용 / 나인필름         1997                          황금 촬영상(K.S.C) 신인상 수상
1 강원도의 힘 / 홍 상수 / 미라신코리아 1996                   대종상 신인 기술상(촬영부문) 수상
청주대영화동문회 영화동문 부문  
동우필름 홈페이지
cafe.naver.com/dwfieldeducation 
한서대학교 영화영상학과 : 네이버 카페 (naver.com) cafe.naver.com/hanseofilm 